# Manfred Gipper
Manfred Gipper (* 3. Mai 1956 in Bonn) ist ein deutscher Maler und Collagist.
Von 1978 bis 1983 studierte er an der Kunstakademie Münster, 1981 wurde er Meisterschüler bei Hermann-Josef Kuhna. 1985 zog er nach Berlin. Seit 1997 nimmt er einen Lehrauftrag an der FHTW Berlin am Fachbereich Gestaltung wahr. Seit 2003 arbeitet er auch an Collage-Serien. 2005 erhielt er ein Stipendium der Cranach-Stiftung in Wittenberg, 2007–2008 ein Stipendium der Stiftung Bartels in Basel, 2010 ein Arbeitsstipendium durch das Künstlerhaus Lukas in Klaipėda, Litauen. 2012 artist in residence in Tallinn (Estnischer Künstler-Verband). 2016 Aufenthaltsstipendium im The Grand, Ahrenshoop, in Zusammenarbeit mit dem Künstlerhaus Lukas. Seit 2005 gibt er Kurse an der Akademie der Staatlichen Museen zu Berlin. Manfred Gipper lebt und arbeitet in Berlin. Zurzeit unterrichtet er im Fach Kunst an der Privaten Kant-Schule. Sein Spezialgebiet ist avantgardistische Kunst.

## Einzelausstellungen (Auswahl)
- 1985 Galerieforum, Münster
- 1991 Galerie Pillango, Berlin
- 1993 Moskauer Bildungsdepartement am Semyonovskaya-Platz
- 1994 Palais am Festungsgraben, Unter den Linden, Berlin
- 1996 Galerie 333, Helmstedt
- 1998 Philipp Morris, Werk Berlin
- 2001 Künstlerzeche Unser Fritz II/III, Herne
- 2002 Einbildgalerie von Frederike Frei
- 2004 Landtag von Sachsen-Anhalt, Magdeburg
- 2007 Freudenthaler Sensenhammer, Leverkusen
- 2008 Alte Feuerwache, Eichwalde bei Berlin
- 2009 Galerie Pamme-Vogelsang, Köln
- 2010 KKKC, Klaipėda, Litauen
- 2013 Pinacoteca / Universidad de Concepción, Concepción, Chile
- 2013/14 Galerie Pamme-Vogelsang, Köln: "Spuren und Verwerfungen"
- 2016 Galerie Nisters, Speyer
- 2016 Abschlusspräsentation anlässlich des Stipendiums im The Grand – in Kooperation mit dem Künstlerhaus Lukas, Ahrenshoop
- 2017 Bunker-D, Kiel
- 2020 Deutsches Institut für Bautechnik, Berlin: "De Architectura"
- 2020 Galerie Pamme-Vogelsang, Köln: "Realitätssprünge"

## Gemeinschaftsausstellungen (Auswahl)
- 1979 Kunststudenten im Emschertalmuseum, Herne
- 1982 Malerei, Emschertalmuseum, Herne
- 1987 "Künstler sehen Berlin", Kusian, Berlin
- 1989 Projekt Quadro Stagioni, Flottmann-Hallen, Herne (Katalog)
- 1993 Künstler der Galerie, Galerie Hesselbach, Kurfürstendamm, Berlin
- 2003 Galerie Montecatini, Concepción, Chile
- 2004 Chilenische Botschaft, Berlin
- 2005 Projekt Esplanade im Tacheles extern, Johannisstraße, Berlin
- 2006 Otto Nagel Galerie, Berlin
- 2008 Galerie SK, Solingen
- 2010 Cranach-Stiftung, Cranach-Höfe, Wittenberg
- 2010 Luisenforum, Potsdam
- 2012 HO-Galerie (mit Beate Schoppmann), Magdeburg
- 2012 Neues Kunsthaus Ahrenshoop: Assemblage – aus einer Stadt gefallen
- 2013/14 "Ruhestörung. Streifzüge durch die Welt der Collage" im Kunstmuseum Ahlen
- 2014 Kunst im Taut-Haus, Berlin-Neukölln
- 2015 "Cranach 2.0" in Wittenberg
- 2015 Cranach 2.0, Festung Roseneck, Kronach
- 2015 Galerie Marschall, Bernried
- 2015 Drei!- Und doch keine Zeiger auf Zeit, Haus Eichner, Berlin
- 2016 Kunstverein Bad Nauheim
- 2016 Galerie Brötzinger Art,  "40 × 40" (Sammlung Bartels), Pforzheim
- 2016 Jubiläumsausstellung "Flottmann 30 hoch",  Flottmann-Hallen, Herne
- 2018 Transformatorenwerk, Berlin-Oberschöneweide: "Transformart"
- 2018 Galerie Pamme-Vogelsang, Köln: "SummerSpecial 2018"
- 2019 Zeche Lothringen, Bochum: "bobiennale - Labyrinth.Welt."
- 2019 Pforzheim Galerie, Pforzheim: "Wechselspiel"